# 華北交通
華北交通株式会社（かほくこうつうかぶしきがいしゃ）は、昭和時代の戦中期に中華民国華北地域において主に鉄道事業、バス・貨物トラック事業および水運事業の経営を行った日中の合弁会社。日本の北支那開発および南満洲鉄道の投資会社にして、中華民国臨時政府（のち華北政務委員会）経営の特殊法人。
日中戦争で日本の勢力下に入った中国華北地域を対象に設立されたが、ポツダム宣言の受諾に伴い閉鎖された。

## 概要

### 所在地
- 本社：中華民国北京特別市東長安街17号
- 東京事務所（後に東京支社に格上げ）：東京市赤坂区葵町2番地（満鉄東京支社ビル内）

### 社歌
歌詞は社員会が「華北交通の歌」として懸賞付きで一般公募し、1457作の応募があった中から1作が選ばれ、添削を経て決定した。続いて曲の公募も行い、1940年（昭和15年）11月に「華北交通の歌」（作詞：難波春水、作曲：岡崎二郎）は社員会から会社に献呈され、「華北交通社歌」となった。1941年（昭和16年）4月には中野忠晴が歌唱したレコードが日本蓄音機商会（現・日本コロムビア）から市販されている。
1. 皇天の啓示かしこみ　善隣の義に勇むもの　おほいなり華北交通　民族の提携かたく　わきあがる興亜の希望　われら　ねがわくば　建業の礎石とならむ
2. 東方の秩序あらたに　昭明の日を来すもの　おほいなり華北交通　生命の躍動ここに　よみがへる大地の文化　われら　さきがけて　奉公の至職に生きむ
3. 開拓の使命あふぎて　交通の利を興すもの　おほいなり華北交通　水陸の建設しるく　ひかりあり天興の資源　われら　こぞりたち　共栄の楽土を成さむ

### 社訓
会社創立1周年にあたる1940年（昭和15年）4月17日、宇佐美総裁によって以下の4か条からなる社訓が華北交通の全従業員に示された。
- 善鄰協和の大義を宣揚すべし
- 大陸交通の使命を達成すべし
- 滅私奉公の職責を完遂すべし
- 終身斉家の常道を躬行すべし

### 社章
華北交通設立に先立ち、満鉄北支事務局内で社章の図案募集を行った。700点以上の応募があったものの当選作を決定するには至らなかったので、応募作品の中から選ばれた15点の図案と広報班員が制作した図案を画家の和田三造に見せ、和田の好評を得た広報班員制作の図案が社章に採用された。
車輪と翼を組み合わせたデザインで、左向きの図案は西進を意味する。翼は五色旗を象徴するほか、4本の白線は複線線路を暗示するものとされた。

### 事業内容
華北交通株式会社法第1条および華北交通株式会社定款第2条では、華北交通は「北支那ニ於ケル交通運輸ノ発達統制ヲ図ル為」に鉄道事業、自動車運輸事業、内国水運事業およびこれら3つの事業に付帯する事業を経営することができるとされた。

## 沿革

### 満鉄の華北進出
1937年（昭和12年）7月に日中戦争が勃発して以降、日本軍は華北地域の制圧を進めていく。日本軍の侵攻と同時に華北の鉄道も日本の勢力下に入ることになり、満鉄職員が支那駐屯軍に派遣されて鉄道線の管理を行った。業務の拡大に伴い、同年8月、華北における満鉄の活動を統括する機関として天津に北支事務局が設置される。

### 華北交通の設立
日中戦争の拡大に伴い、日本の勢力下にある鉄道も延び続けていた。そこで、満鉄の一部門が華北地域の鉄道を運営し続ける態勢は限界を迎えており、新たにどのような運営形態を取るべきかが問題となり、以下のような案が検討された。
- 日本軍による軍事占領…日中戦争の目的は中国から領土などの賠償を得ることではないので、鉄道を軍事占領する必要性はない。また、日本が直接鉄道を所有すると第三国に対する負債を日本が抱え込むことになるほか、中国人や諸外国の対日感情を悪化させる恐れがある。
- 中国側が鉄道を所有し、実際の経営は日本法人の会社に委託する…日中戦争の目的は対日政策の転換および日中経済協力の実現にあり、あくまで中国を支配するのは中国人である。よって鉄道も中国側の経営とすべきであり、日本法人による鉄道経営は適切でない。
- 所有・経営ともに中華民国臨時政府または純粋な中国法人会社が行う…臨時政府は成立したばかりで、鉄道経営を行うには力不足である。また、中国法人会社による所有・経営も日中戦争下にある状況では望ましくない。
- 中国側が鉄道を所有し、実際の経営は中国法人の日中合弁会社に委託する…「中国の鉄道は中国人のもの」という建前を維持できる上、鉄道の負債や権益に関する諸外国との交渉も円滑に行うことができる。また、日中戦争に伴う軍事輸送や日本との経済協力も行いやすい。

最終的には「中国側が鉄道を所有し、実際の経営は中国法人の日中合弁会社に委託する」案が採用され、華北地域の日本勢力圏内にある鉄道については臨時政府が所有し、実際の経営は中国法人の日中合弁会社に委託する形が取られることが決定した。この決定に伴い、臨時政府所有の鉄道に加えて自動車や国内水運も含めた華北地域交通の運営を行う日中合弁会社として華北交通株式会社が設立されることになった。
1939年（昭和14年）4月15日、華北交通株式会社法が中華民国臨時政府により公布される。同月17日には会社定款が決定され、同日付で華北交通株式会社が発足。同時に満鉄北支事務局は解体され、従業員は華北交通に引き継がれた。総裁には交通顧問として支那駐屯軍に派遣されていた満鉄理事の宇佐美寛爾が就任した。

### 戦争の激化と改組
会社発足後、華北交通は戦争により荒廃した鉄道設備の復旧を精力的に行ったが、一方でゲリラの激しい破壊活動による被害に悩まされた。鉄道は年間2000件以上の襲撃を受け、破壊活動に伴う事故は年間600～700件にも上った。同社はこれらの運行妨害に対する自衛手段として会社自体に警務部を組織して、列車内、沿線鉄道用地内、鉄道建造物内などで警察権を行使させた。加えて、重要路線沿線に土塁や水堀を築き歩哨を配置する、先行列車（土のうなどの重量物を載せた貨車を推進運転し、線路の破壊に備える）を運行するといった対策が取られた。これらの直接的対策のほかに、交通路に沿って会社に協力する愛護村を設け、治安の維持や情報収集を図った。愛護村の建設は一定の成果を挙げたものの、愛護村の住民もゲリラの工作を受け、昼間は鉄道の修復を行う一方で夜は鉄道を破壊するという事例までも発生した。
戦争末期の1945年（昭和20年）4月、中国法人であった華北交通は日本軍の指揮を受ける軍事組織に改組され、「北支那交通団」となった。総裁は長官、副総裁は次長、理事は参議、鉄路局は地方交通団、鉄路局長は団長、東京支社は東京事務局と改称され、日本人従業員は軍属（ただし軍からの賃金はなし）となった。

### 終焉
1945年（昭和20年）8月に日本が敗戦した後も、従業員は現場に留まり業務は続けられた。その後、中華民国国民政府交通部が華北交通の接収を行うことが決まり、同年10月に本社が引き渡されたほか、各地の鉄路局も本社引き渡しと前後して中国側に接収されて華北交通は機能を停止した。しかし、会社が事実上消滅した後も鉄道運営の知識を持つ従業員は必要とされ、1856人の日本人従業員が業務に留まった（この間の日本人従業員の賃金は国民政府が支払った）。1946年（昭和21年）5月までに従業員の大部分が内地に引き揚げたが、山海関地区の日本人従業員多数がソ連軍に連行され、1947年（昭和22年）まで抑留された例もある。
華北交通は1945年（昭和20年）10月に機能を停止し実質的に消滅していたが、1946年（昭和21年）10月に連合国軍最高司令官により閉鎖を命じられ、同年11月には閉鎖機関に指定された。1946年（昭和21年）3月から閉鎖機関整理委員会のもとで清算手続きが行われたが、華北交通は中国法人として設立されたため、閉鎖機関整理委員会による清算の対象となった資産や負債は日本に所在する東京支社管轄のもののみであった。

### 年表
- 1937年（昭和12年）7月7日 - 盧溝橋事件発生。日中戦争が始まる。
- 1937年（昭和12年）8月27日 - 満鉄北支事務局が天津に設置される。
- 1938年（昭和13年）1月27日 - 北支事務局が北京に移る。
- 1938年（昭和13年）10月1日 - 日満支連絡運輸協定に基づき、釜山 - 北京間直通列車の運行を開始。
- 1939年（昭和14年）4月15日 - 中華民国臨時政府が華北交通株式会社法を公布。
- 1939年（昭和14年）4月17日 - 会社創立発起人総会開催、会社登記完了、華北交通株式会社設立。
- 1939年（昭和14年）11月1日 - 太原鉄路局開設。
- 1940年（昭和15年）7月1日 - 開封鉄路局開設。
- 1940年（昭和15年）11月1日 - 第一次本社職制改正。東京事務所を東京支社に昇格。
- 1942年（昭和17年）5月 - 輸送需要の増大による諸施設の増強整備のため1億円を増資。
- 1942年（昭和17年）11月1日 - 大東亜省発足に伴い、華北交通は大東亜省の監督下に入る。
- 1943年（昭和18年）4月27日 - 第二次本社職制改正。防空総本部を新設。
- 1943年（昭和18年）11月5日 - 第三次本社職制改正。
- 1944年（昭和19年）1月30日 - 貨物輸送の増強を図るため、急行「大陸」を含む主要旅客列車を廃止。
- 1944年（昭和19年）5月1日 - 石門鉄路局・徐州鉄路局開設。
- 1945年（昭和20年）4月1日 - 華北交通は「北支那交通団」に改組される。華中鉄道と共に支那派遣軍総司令官の経営管理下に移る。日本人従業員は全員軍属となる。
- 1945年（昭和20年）8月15日 - 終戦。
- 1945年（昭和20年）10月11日 - 本社が国民政府交通部により接収される。
- 1946年（昭和21年）10月4日 - 連合国軍最高司令官により閉鎖を命じられる。
- 1946年（昭和21年）11月25日 - 閉鎖機関に指定される。

## 鉄道事業

### 概要
華北地域の鉄道は諸外国の資本により建設されたため、車両や設備は統一性を欠き運賃体系もバラバラであった。さらに、日中戦争によって鉄道設備は破壊され一般向けの営業運転も途絶えていた。華北交通は設立以来、ハード面では車両や設備の改修を進める一方、ソフト面では沿海部と内陸部の運賃格差を廃止し、運賃に遠距離逓減制を導入して統一された鉄道ネットワークの整備に努めた。1939年（昭和14年）には4375kmであった営業キロは1945年（昭和20年）2月末の時点で5849kmに伸びるなど、新路線の建設も進められている。度々発生する大規模な水害やゲリラの妨害に悩まされつつも輸送量は拡大していき、旅客輸送人キロは会社設立初年の1939年（昭和14年）の38億6142万人キロからピークの1943年（昭和18年）には115億3792.6万人キロまで伸び、貨物輸送トンキロも1939年（昭和14年）の65億7796.3万トンキロからピークの1943年（昭和18年）には114億1032.5万トンキロに達した。

### 路線
- 京古線（北京 - 古北口）
- 京山線（北京 - 山海関）
- 同蒲線（大同 - 蒲州）
- 京漢線（北京 - 漢口）
- 津浦線（天津 - 徐州）、なお徐州 - 浦口は華中鉄道
- 石門線（石門 - 徳縣）
- 隴海線（連雲 - 開封）
- 石太線（石門 - 太原）
- 膠済線（青島 - 済南）
- 博山線（張店 - 博山）
- 黌山線（淄川 - 黌山）
- 京包線（北京 - 包頭）[4]

事変後わずか4年のうちに復旧および新設線871キロを敷設したが、さらに6路線1300キロの新線建設が予定され、1942年（昭和17年）には塘沽と大同を結ぶ同塘線（豊台 - 沙城、沙城 - 大同）が着工され4年後に完成の予定であった。

### 車輌
| 準軌用 | 準軌用     | 準軌用 | 狭軌用 | 狭軌用     | 狭軌用 |
| 型式別 | 主な用途   | 輛数   | 型式別 | 主な用途   | 輛数   |
| ------ | ---------- | ------ | ------ | ---------- | ------ |
| ミカ型 | 貨物、旅客 | 426    | プレ型 | 旅客       | 66     |
| ソリ型 | 貨物       | 193    | ホネ型 | 貨物、旅客 | 37     |
| パシ型 | 旅客       | 107    | ミカ型 | 貨物       | 8      |
| テホ型 | 入換       | 36     | ソリ型 | 貨物       | 26     |
| モガ型 | 入換       | 73     | エト型 | 貨物、旅客 | 2      |
| プレ型 | 貨物、旅客 | 82     | デカ型 | 貨物       | 23     |
| アメ型 | 入換       | 4      | モガ型 | 入換       | 11     |
| マレ型 | 貨物       | 20     |        |            |        |
| ダブ型 | 貨物       | 6      |        |            |        |
| 計     |            | 947    | 計     |            | 173    |

### 車輌工場
- 四方工場
- 長辛店工場
- 唐山工場

など

### 優等列車

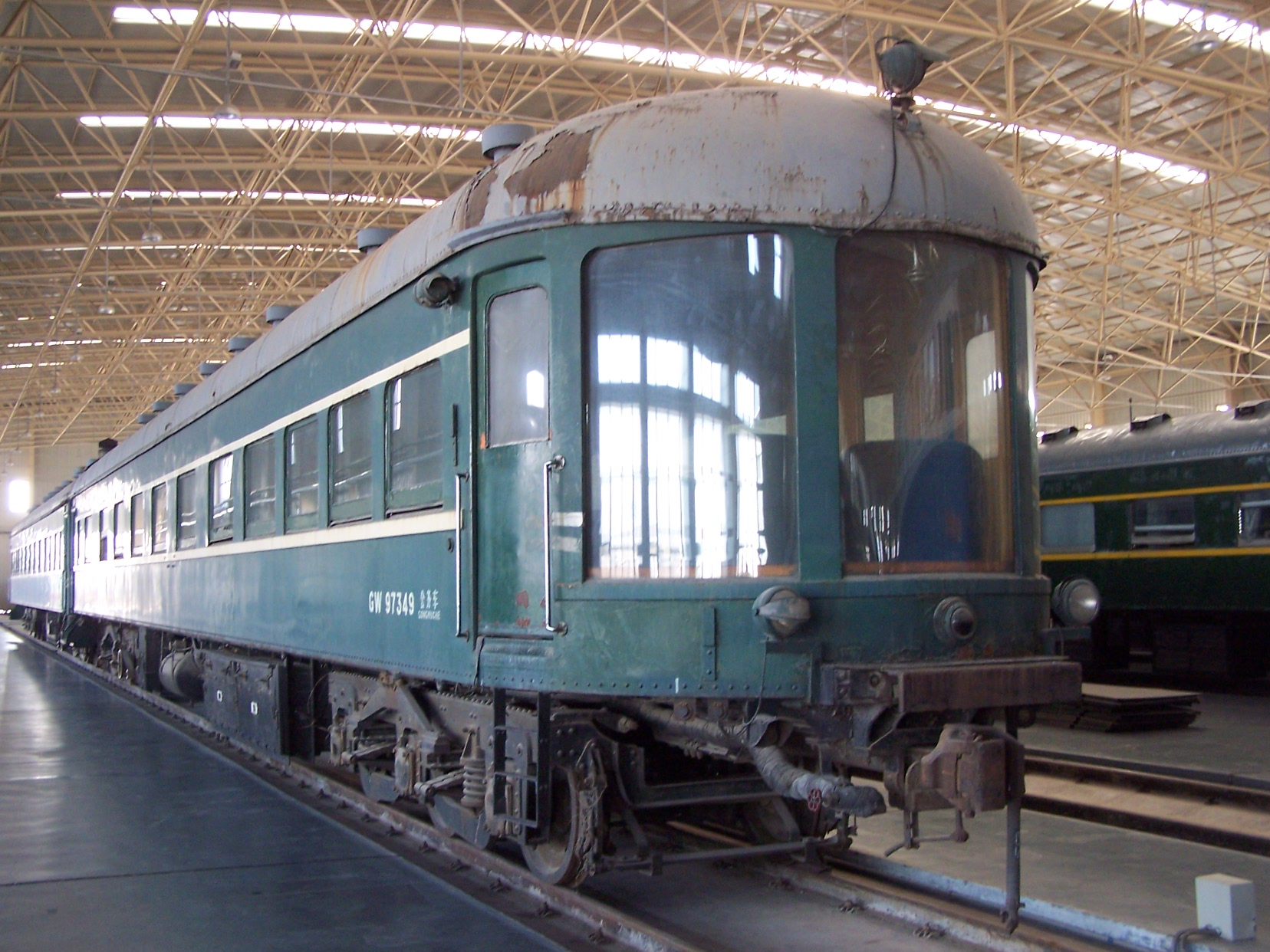
北京の中国鉄道博物館で展示される「大陸」用展望寝台車

日中戦争によって破壊された華北地域（北京・天津など）の鉄道の復旧が進むと、朝鮮総督府鉄道・南満洲鉄道から直通する優等列車や華中地域（南京・上海など）の鉄道を運営する華中鉄道への優等列車も運行されるようになった。前者を代表する列車としては、釜山 - 北京間を直通運行する急行列車「大陸」・「興亜」号が挙げられる。
- 「大陸」　1938年（昭和13年）10月、「日満支連絡運輸協定」に基づき釜山 - 北京間を直通する列車の運転が開始され、翌年11月に「大陸」と命名された。巨大な曲面ガラスで囲まれた半円形の完全密閉式展望室を備え、サロンスペースには中華風の内装が施されるなど豪華な設備を誇る展望一等寝台車（テンイネ2形）が編成最後尾に連結された。朝鮮（日本）・満洲（満洲国）・華北（中華民国）の3か国を直通し、その走行距離は2067.5 kmにも及んだ。釜山で関釜連絡船の夜行便に接続することで内地・中国間の連絡ルートを構成したが、1943年（昭和18年）11月には運転区間が京城（現・ソウル） - 北京間に短縮され、1944年（昭和19年）1月に戦況の悪化に伴い廃止された。なお、この「大陸」に連結されていた展望寝台車は戦後中国が接収し、公務車（周恩来専用列車）として使用されたのち中国鉄道博物館などに保存され、現在では日本人の観光ツアー列車などに使われることもある。
- 「興亜」　1939年（昭和14年）11月に「大陸」の姉妹列車として設定される。「大陸」とは昼夜逆のダイヤで運転され、釜山では関釜連絡船の昼行便に接続した。1940年（昭和15年）10月当時は釜山 - 北京間を41時間半で走破したが、戦況の悪化によって次第に速度は低下し1945年（昭和20年）1月には同区間に49時間余りを要するまでになった。「大陸」と違って展望一等寝台車は連結されていなかったが、1944年（昭和19年）1月の列車削減でも廃止されず、敗戦直前まで「興亜」は運行されていたといわれる。

1940年（昭和15年）10月および1944年（昭和19年）10月における「大陸」・「興亜」の主要駅発着時刻は以下の通り。
| 「大陸」 9列車 | 「興亜」 3列車 | 発着 | 駅       | 路線   | 発着 | 「大陸」 10列車 | 「興亜」 4列車 |
| -------------- | -------------- | ---- | -------- | ------ | ---- | --------------- | -------------- |
| 07:20          | 19:20          | 発   | 釜山桟橋 | 京釜線 | 着   | 22:35           | 10:35          |
| 15:38          | 03:30          | 着   | 京城     | 京釜線 | 発   | 14:23           | 02:35          |
| 15:48          | 03:37          | 発   | 京城     | 京義線 | 着   | 14:15           | 02:28          |
| 20:30          | 08:26          | 着   | 平壌     | 京義線 | 発   | 09:29           | 21:55          |
| 20:35          | 08:34          | 発   | 平壌     | 京義線 | 着   | 09:24           | 21:50          |
| 01:10          | 12:45          | 着   | 安東     | 京義線 | 発   | 05:09           | 17:30          |
| 01:40          | 13:15          | 発   | 安東     | 安奉線 | 着   | 04:35           | 17:00          |
| 07:37          | 19:22          | 着   | 奉天     | 安奉線 | 発   | 23:11           | 10:52          |
| 07:50          | 19:40          | 発   | 奉天     | 奉山線 | 着   | 22:58           | 10:35          |
| 14:52          | 03:42          | 着   | 山海関   | 奉山線 | 発   | 15:52           | 02:35          |
| 15:22          | 04:15          | 発   | 山海関   | 京山線 | 着   | 15:20           | 02:05          |
| 22:50          | 12:50          | 着   | 北京     | 京山線 | 発   | 07:50           | 17:30          |

ジャパン・ツーリスト・ビューロー『時間表　昭和15年10月号』より。
| 「興亜」 3列車 | 発着 | 駅       | 路線   | 発着 | 「興亜」 4列車 |
| -------------- | ---- | -------- | ------ | ---- | -------------- |
| 18:10          | 発   | 釜山桟橋 | 京釜線 | 着   | 06:15          |
| 05:35          | 着   | 京城     | 京釜線 | 発   | 19:20          |
| 05:50          | 発   | 京城     | 京義線 | 着   | 19:05          |
| 11:40          | 着   | 平壌     | 京義線 | 発   | 13:30          |
| 11:55          | 発   | 平壌     | 京義線 | 着   | 13:16          |
| 17:20          | 着   | 安東     | 京義線 | 発   | 07:40          |
| 17:50          | 発   | 安東     | 安奉線 | 着   | 07:10          |
| 00:25          | 着   | 奉天     | 安奉線 | 発   | 00:35          |
| 00:40          | 発   | 奉天     | 奉山線 | 着   | 不明           |
| 10:35          | 着   | 山海関   | 奉山線 | 発   | 不明           |
| 11:05          | 発   | 山海関   | 京山線 | 着   | 不明           |
| 19:15          | 着   | 北京     | 京山線 | 発   | 07:15          |

東亜交通公社『時刻表　昭和19年5號』より。一部時刻は誤植により判読不能。

## 陸運事業
日中戦争勃発前の華北における自動車事業としては、1935年（昭和10年）6月に満鉄の自動車部門が山海関 - 建昌営間で営業を開始し、1936年（昭和11年）4月には満鉄の関連会社として「華北汽車公司」が設立されていた。戦争勃発後は戦争の混乱により自動車事業は中断されたが、治安が回復すると運休路線の再開と積極的な拡張が行われた。華北交通設立直前の1939年（昭和14年）3月末には華北汽車公司が営業する路線の数は96、営業キロの合計は7847.7kmに達し、バス354両、トラック670両、その他の車両を合わせて1039両を運用するまでになった。
華北地域の自動車事業は鉄道路線を補完する培養線として鉄道経営主体の統制下に置かれることになり、華北汽車公司の自動車事業は華北交通設立と同時に華北交通に移された。華北交通本社には自動車部が設置されたほか、張家口を除く鉄路局に自動車事務所が設けられた。華北交通設立直後の自動車路線営業キロは合計4653kmであったが（会社設立の直前に比べて営業キロが減少しているのは蒙疆地域の路線を分離して別会社に移管したためである）、1945年（昭和20年）4月には18909kmに達した。
しかし、自動車事業は燃料として石油を必要とする上に僻地を中心に運行されることから、戦況悪化に伴う燃料不足や治安悪化の影響を大きく受けることになった。石炭自動車の導入や愛護村の建設、複数自動車による集団輸送といった対策が講じられたが効果は少なく、1944年（昭和19年）以降は80％の路線が運休する状況であった。
| 所属局 | 運行路線 | 運行路線 | 運休路線 | 運休路線 | 合計   | 合計     |
| 所属局 | 路線数   | 営業キロ | 路線数   | 営業キロ | 路線数 | 営業キロ |
| ------ | -------- | -------- | -------- | -------- | ------ | -------- |
| 天津   | 41       | 2,285    | 5        | 265      | 46     | 2,550    |
| 北京   | 33       | 2,963    | 3        | 254      | 36     | 2,217    |
| 済南   | 43       | 3,436    | 10       | 510      | 53     | 3,946    |
| 太原   | 17       | 1,800    | 4        | 139      | 21     | 1,939    |
| 開封   | 23       | 1,519    | 4        | 173      | 27     | 1,692    |
| 計     | 157      | 11,003   | 26       | 1,341    | 183    | 12,344   |

## 水運事業
華北交通の業務には鉄道・自動車の陸運事業だけでなく、内水河川での水運事業も含まれていた。華北交通による水運事業は1939年（昭和14年）9月に小清河の済南付近で旅客営業を開始したのが始まりで、同年10月には南運河・子牙河・東北河の天津付近でも旅客輸送が始まった。当初は汽船による営業であったが、後に華北地域の民間ジャンク船を統制し運用するようになった。1943年（昭和18年）10月末には旅客輸送航路の総延長は2529km、貨物輸送航路の総延長は4213kmに達したものの、河川水位が不安定なために船に貨物を満載できず、輸送効率は低かった。水運事業の輸送実績は不調であり、合理化を図ってもなお年々赤字が拡大したため、1945年（昭和20年）3月からは民間ジャンク船の統制を取りやめて自由化し、華北交通による水運事業は会社所有の船による軍用・社用品の輸送のみに縮小された。
| 河線名     | 所属局     | 幹線区間          | キロ程 |
| ---------- | ---------- | ----------------- | ------ |
| 北運河     | 天津       | 天津 - 通県       | 143    |
| 東北河     | 天津       | 天津 - 蘆台       | 103    |
| 灤河       | 天津       | 灤河口 - 羅家屯   | 144    |
| 南運河     | 天津       | 天津 - 臨清       | 437    |
| 子牙河     | 北京、天津 | 天津 - 邯鄲       | 755    |
| 大清河     | 北京       | 第六堡 - 保定     | 189    |
| 大清河支線 | 北京       | 石溝 - 勝芳       | 7      |
| 小清河     | 済南       | 済南北関 - 羊角溝 | 276    |
| 黄河       | 済南       | 東阿 - 利津       | 452    |
| 大運河     | 済南       | 東阿 - 平橋       | 709    |
| 塩運河     | 開封       | 淮陰 - 大浦       | 172    |
| 衛河       | 開封       | 臨清 - 修武       | 740    |
| 安陽河     | 開封       | 楚旺 - 彰徳       | 100    |
| 計         |            |                   | 4,227  |

## その他の事業
華北交通の主要な業務は鉄道事業、自動車事業、水運事業の3つであったが、このほかにも港湾事業、警備・保安、農林事業、従業員教育、調査、広報、技術研究、保健・医療事業などの業務を行っていた。
港湾事業
天津港と連雲港の整備・運営および、塘沽地区の新港建設（建設途中で終戦を迎える）を行った。1944年（昭和19年）5月には港湾業務を統括する港湾総局が北京に設置されている。
警備・保安
会社が経営する交通網を警備するため、軍から貸与された強力な武装（三八式歩兵銃、手榴弾、重擲弾筒、機関銃など）を持つ警務員が配置されていた。戦闘時には警務員は軍の指揮下に入ることとされており、警備業務を行う従業員には軍出身者が多かった。また、会社は列車や自動車、船団および会社施設用地内での警察権を有しており、これらの範囲内での保安業務も行った。
農林事業
華北交通は複数の農業試験場を持ち、愛護村を支援するための農業振興事業を実施した。また、枕木などの資材の確保や鉄道林の整備を目的とした造林事業も行われている。
従業員教育
会社幹部養成のための教育機関を設置したほか、日中戦争の影響で休止していた「扶輪学校（中国人従業員の家族に普通教育を行う教育機関）」を復旧・運営した。扶輪学校では日本語の教育も施され、多くの卒業生が華北交通に入社している。
調査
華北交通における調査業務は資業局（会社設立時は総裁室内に設置）が担当し、交通、経済、農林、鉱業などに関する調査を行った。
広報
広報活動の重点は内地に置かれ、東京支社がその拠点となった。出版や映画制作、展覧会・講演会・座談会の開催などを行うほか、社員会が広報誌「興亜」を、資業局が月刊グラフ誌「北支」を発行していた。
技術研究
総合的な研究機関として1943年（昭和18年）4月に鉄道技術研究所が設置された。主な研究内容は戦時下での資材不足の解決や代替品の開発であった。石油の代わりに石炭ガスを燃料とする石炭自動車や、植物油を原料とする潤滑油などが実用化されている。
保健・医療事業
保健・医療事業は日中戦争の勃発を受けて華北地域に派遣された満鉄従業員の救護を行うために天津に医師が派遣されたことに始まり、従業員に対する医療を行う鉄路医院が各地に設置された。従業員への医療に加えて防疫活動も実施しており、1940年（昭和15年）4月には伝染病対策の研究機関である保健科学研究所を設立した。
また、1942年（昭和17年）には外傷を負った従業員の温泉療養を行う目的で別府に温泉療養所を開設している。

## 関連会社
主な華北交通の関連会社を以下に挙げる。
- 青島都市交通株式会社（日本普通法人）：青島地区のバスを営業する。
- 天津都市交通股份有限公司（中国普通法人）：天津地区のバスを営業する。
- 青島埠頭株式会社（日本普通法人）：青島地区の港湾業務を行う。
- 蒙疆汽車股份有限公司（蒙疆特殊法人）：蒙疆地域の自動車事業を経営する。
- 華北車輌株式会社（日本普通法人）：鉄道車両の製造・修理を行う。
- 華北運輸股份有限公司（中国普通法人）：小運送業務・運送取り扱いを行う。1944年（昭和19年）4月をもって華北交通に吸収。
- 華北自動車工業株式会社（日本普通法人）：自動車の組み立て・修理を行う。北支自動車工業（華北に進出したトヨタの工場が独立する形で設立された会社）と華北交通の自動車修理工場を統合して設立された。
- 蒙古運輸股份有限公司（蒙疆特殊法人）：蒙疆地域の小運送業務を行う。

## 組織

### 組織
会社創立時の組織（1939年4月17日現在）
- 総裁・副総裁・理事・監事
  - 総裁室
  - 経理部（部長は理事が兼任）
  - 運輸部（部長は理事が兼任）
  - 自動車部（部長は理事が兼任）
  - 水運部（部長は理事が兼任）
  - 工作部（部長は理事が兼任）
  - 工務部（部長は理事が兼任）
  - 警務部（部長は理事が兼任）
  - 監察室
  - 輸送委員会
  - 参与
  - 東京事務所
  - 鉄路局（天津、北京、張家口、済南に設置）
  - 中央鉄路学院
  - 消費生計所
  - 鉄路医院
  - 建設事務所
  - 包頭公所

### 役員
（役員名簿、1940年2月1日調）
- 総裁 - 宇佐美寛爾（1939年4月17日 - 接収）
- 副総裁 - 殷同
- 理事 - 後藤悌次、杉広三郎、周培柄、山口十助、新井尭爾、太田久作、孫瑞林、佐原憲次、陶尚銘
- 監事 - 陸夢能、吉田浩、伊沢道雄

会社設立時より代表者の肩書きは「総裁」であったが、1945年（昭和20年）4月1日の北支那交通団への改組に伴い「長官」に改称された。

### 社員
会社設立時、従業員は日本人・中国人を合計しておよそ80000人であったが、業務の拡大に伴い社員数は増員され、終戦時には183000人近く（会社設立時の約2.3倍）に達した。全従業員中に占める日本人従業員の割合は3割ほどだったが、終戦が近づくにつれて次第に中国人従業員数の割合が増加していき、終戦時には80％以上の従業員が中国人であった。
| 年度        | 総従業員数 | 日本人従業員数 | 日本人割合 | 中国人従業員数 | 中国人割合 |
| ----------- | ---------- | -------------- | ---------- | -------------- | ---------- |
| 1939年3月末 | 80200人    | 18863人        | 24％       | 61337人        | 76％       |
| 1940年3月末 | 102994人   | 28693人        | 28％       | 74301人        | 72％       |
| 1941年3月末 | 106382人   | 30080人        | 28％       | 76302人        | 72％       |
| 1942年3月末 | 114329人   | 35578人        | 31％       | 78751人        | 69％       |
| 1943年3月末 | 140004人   | 38387人        | 27％       | 101617人       | 73％       |
| 1944年3月末 | 145774人   | 35573人        | 24％       | 110201人       | 76％       |
| 1945年3月末 | 175617人   | 34130人        | 19％       | 141487人       | 81％       |
| 1945年8月   | 182947人   | 32459人        | 18％       | 150488人       | 82％       |